# Slobodan Puro Đurić
Slobodan Puro Đurić (Cetinje, 1935 — 19. januar 2025) bio je crnogorski slikar, nekadašnji gradonačelnik Cetinja i istaknuti crnogorski kulturni stvaralac.

## Biografija
Rođen je 1935. godine na Cetinju, u familiji koja je generacijama, više od jednog vijeka, njedrila umjetnike. Kao dječak, pokazivao je afinitete za muziku i film. Gitaru i violinu učio je u muzičkoj školi na Cetinju. Sa četrnaest godina ipak se opredjeljuje da upiše Filmsku školu u Zagrebu. Tokom školovanja u Zagrebu pohađao je praktični dio nastave na kultnim filmovima - Bakonja fra Brne i Plavi devet. Pod uticajem zagrebačke likovne scene, upisuje čuvenu hercegnovsku Umjetničku školu, a kasnije završava Pedagošku akademiju i Kulturološki fakultet. Nakon završene hercegnovske Umjetničke škole radi kao slobodni umjetnik.
U periodu od 1965. do 1975. godine zapošljen je u Elektroindustriji „Obod”, kao grafički i prvi crnogorski industrijski dizajner. Radio je na kreiranju mnogih Obodovih proizvoda i inoviranju detalja postojećog dizajna. Godine 1967. napravio je prvu knjigu grafičkih standarda vizuelnog i korporativnog identiteta i logotipa elektroindustrije Obod. Pokreće, kao grafički urednik, i fabrički list „Obodin” (1965—1975) koji je, takođe, ilustrovan Purovim ilustracijama.
Nakon toga, od 1975. do 1984. prelazi u Centar za kulturu Cetinje gdje je imenovan za rukovodioca Likovnog salona „13. novembar”, koji, baš u tom periodu, iz cetinjskog prerasta u republički, da bi kasnije prerastao u jedan od najreferentnijih jugoslovenskih likovnih salona. Tokom tog perioda sakupljen je fond Salona od preko 300 umjetničkih djela - slika, skulptura i grafika poznatih crnogorskih i jugoslovenskih stvaralaca koji su uglavnom poklanjali svoje radove, cijeneći značaj Salona. Nagrađeni radovi su otkupljivani, a danas su na čuvanju, u vlasništvu Narodnog muzeja Crne Gore na Cetinju.
Puro je takođe bio grafički urednik „Cetinjskog lista”. U tom periodu intenzivno sarađuje sa izdavačkom kućom „Obod” Cetinje na grafičkom opremanju velikog broja knjiga tog izdavača. 
Iako je napustio filmsku školu, njegova vezanost za film i rad na njemu traju. U periodu od završetka Umjetničke škole do preuzimanja mjesta gradonačelnika Cetinja (1984) radio je na mnogim dokumentarnim i igranim filmovima, kako na pisanju scenarija, tako i na organizaciji snimanja, kao i na izradi scenografija, od kojih se izdvaja scenografija rađena za crnogorski igrani film „Sramno ljeto”, u režiji Branislava Bastaća.
U penziju, samo formalno, odlazi 1990. godine, jer se tada još intenzivnije posvetio ne samo stvaranju likovnih djela, već i pisanju knjiga od kojih je do sada objavio sedam: Dado Đurić Fragmenti iz života i Cetinjske šaljive priče, u šest knjiga.
Studijski je boravio u: Francuskoj, Italiji, Sovjetskom Savezu, Španiji, Grčkoj i Rusiji. Član je Udruženja likovnih umjetnika Crne Gore od 1959. godine. Njegova djela nalaze se u mnogim galerijama, zbirkama muzeja i privatnim kolekcijama u zemlji i inostranstvu.
Živio je i stvarao je na Cetinju, Budvi i Podgorici. Od 1963. godine u braku je sa Vidom Kaluđerović, s kojom ima troje djece, Anu, Maju i Mirka. Kćerka Maja Đurić je doktor istorije umetnosti i profesor na Fakultetu umjetnosti u Podgorici.
Umro je 19. januara 2025. godine.

## Izložbe
Izlagao je na dvanest samostalnih i preko 220 grupnih izložbi u zemlji i oko 45 u inostranstvu. U inostranstvu grupno izlagao u: Rimu, Bariju, Peruđi, Spoletu, Terniju (Italija); Haseltu, Šarloa, Turneu (Belgija); Parizu, Cagnes sur Meru (Francuska); Strogetu, Kobenhovnu (Danska); Štutgartu, Hamburgu, Manhajmu (Njemačka); Oslu (Norveška); Moskvi, Kastromi (SSSR); Celovec, Klagenfurtu ( Austrija); Klužu (Rumunija); Tunisu, Kairu, Aleksandriji (Egipat), Nikoziji (Kipar), Ankari (Turska), Varni (Bugarska)...
U Crnogorskoj galeriji umjetnosti „Miodrag Dado Đurić” na Cetinju, upriličena je 2017. godine izložba Retrospektiva šest decenija stvaralaštva – Slobodan Puro Đurić Antikvarnica sjećanja, na kojoj je predstavljen izbor od oko 130 djela (slika, grafika i crteža) koja pružaju uvid u tok i razvoj šest decenija dugog stvaralaštva umjetnika.

## Društveno-politički rad i funkcije
Godine 1984. izabran je na funkciju gradonačelnika Cetinja, i u to vrijeme počinje obnova nepokretnih spomenika kulture i kompletne infrastrukture starog - zaštičenog istorijskog jezgra Cetinja. Na toj funkciji ostaje, u tri mandata, do 1989. godine, kada preuzima funkciju predsjednika SSRN (Socijalistički savez radnog naroda) Cetinja. U tom periodu uspjelo se obnoviti i revitalizovati oko 135 većih i manjih spomenika kulture. Bio je jedan od inicijatora i utemeljivača Fakulteta likovnih umjetnosti na Cetinju. Kao gradonačelnik, Puro je bio i jedan od zaslužnih za otkup ciklusa slika o Gorskom vijencu poznatog crnogorskog slikara Pera Počeka u Italiji.
Obavljao je mnoge društveno-političke funkcije, od kojih se izdvajaju: predsjednik Udruženja likovnih umjetnika Crne Gore, predsjednik Vijeća republičke zajednice kulture, predsjednik fonda za unapređivanje likovnih umjetnosti „Moše Pijade” Beograd, član Predsjedništva Saveza likovnih umjetnika Jugoslavije, član likovnog odbora CANU, poslanik Skupštine Crne Gore, član Centralnog komiteta Saveza komunista Crne Gore, član Predsjedništva SSRN Crne Gore i mnogih savjeta, žirija, odbora i fondacija kulturnih institucija i manifestacija Crne Gore i Jugoslavije.

## Nagrade i odlikovanja
Dobitnik je mnogobrojnih nagrada, od kojih se izdvajaju: 
- Prva nagrada za mlade likovne stvaraoce Savjeta za prosvjetu i kulturu Crne Gore 1956. godine
- Nagrade likovnog salona „13. novembar” Cetinje 1968. i 1973. godine
- Trinaestojulske nagrade za slikarstvo – Skupštine Crne Gore za 1974. godinu
- Trinaestonovembarska nagrada grada Cetinja za 1981. godinu
- Ukazom predsjednika SFRJ-a Josipa Broza Tita odlikovan je Ordenom zasluga za narod sa srebrnom zvijezdom za zasluge i postignute uspjehe u radu od značaja za socijalističku izgradnju zemlje i Ordenom Republike kojim ga je odlikovalo Predsjedništvo SFRJ za naročite zasluge na polju javne djelatnosti kojom se doprinosi opštem napretku zemlje, kao gradonačelnik Cetinja.
- Odlukom Vlade Crne Gore, 2010. godine imenovan je za istaknutog crnogrskog kulturnog stvaraoca.
- Uvršten u knjigu milenijumskog izbora „Uspješni umjetnici i dizajneri dvadesetog vijeka”, po izboru i u izdanju Internacionalnog bibliografskog centra Kembridž, Engleska, 2001. godine.

## Galerija
- Napustena kafana, 1966. ulje na platnu, 45x50cm
- Anin san, 1969. ulje na platnu, 43x36cm
- Poslednja predstava, 1969. ulje na platnu, 60x70cm
- Seoska antikvarnica, 2003. ulje na platnu, 80x105cm
- Slika na stafelaju, 2008. ulje na platnu, 100x72cm

## Literatura
- Slobodan Puro Đurić, Monografija, NMCG i Centar savremene umjetnosti Crne Gore, Cetinje, 2017. godine

## Spoljašnje veze
- „Intervju-ĐURIĆ: Ko zna što će da naslika kad krene da slika, bolje da se bavi matematikom”. Analitika. Архивирано из оригинала 05. 02. 2018. г. Приступљено 18. 11. 2017.
- „Cetinje, petite capitale du Monténégro”. Carnets de voyages de miriam. Архивирано из оригинала 13. 08. 2018. г. Приступљено 12. 8. 2018.(језик: француски)
- „Raskovnik, Slobodan Puro Djurić, 3. 9. 2015.”. YouTube. Приступљено 12. 8. 2018.